# Восък
Восъкът е вещество, добивано от натуралните сокове на растения (например някои видове палми), секретирани от животни (например - пчели) или изкуствено получавано при пречистване на нефта (парафин).

## Състав
Представлява естер на висши мастни киселини с висши едновалентни алкохоли. Растителните восъци съдържат свободни мастни киселини, алкохоли и висши въглеводороди.

## В природата
При растенията има защитна функция. Обикновено е върху листата, стеблата и повърхността на плодовете.
Пчелният восък се формира от пчелите-работнички, които го отделят благодарение на 8-те си восъчни жлези, разположени на коремните сегменти. Размерите им зависят от възрастта на пчелата-работничка, тъй като ежедневните полети водят до атрофирането на тези жлези. Пчелният восък се отделя от жлезите под формата на восъчни пластинки, бистри като стъкло и безцветни. Восъкът става непрозрачен едва след сдъвкване от пчелата-работничка. Първоначално цветът му е почти бял, но става все по-жълт или кафяв след добавянето на прашецови масла и прополис.
Медоносните пчели използват пчелен восък за изграждане на пчелната пита и запечатването на килиийките ѝ, в които пчелите съхраняват пресния мед и цветен прашец. За да изготвят своя восък, на пчелите им е необходимо около осем пъти повече пчелен мед от добитото количество восък. Благоприятната температура в кошера за производството на пчелен восък е между 33 и 36 градуса по Целзий.

## Употреба от човека
В миналото червен восък се е използвал за запечатване на писма и поставяне на печат върху разтопения восък (с натиск върху него се създава съответният отпечатък, показващ че това най-вероятно е направено от човек, съхраняващ този печат, а видимата цялост на изображението на него - че до получаването му писмото най-вероятно не е било отваряно).
В медицината се прилага при приготвянето на различни лечебни мазила, помади и пластири.
В бита се използва за направа на свещи, рисуване върху великденски яйца и въобще в т.нар. восъчна живопис, в козметиката, като защитен слой на повърхности (вакса).